# Derince
Derince ist eine Stadtgemeinde (Belediye) im gleichnamigen Ilçe (Landkreis) der Provinz Kocaeli in der türkischen Marmararegion und gleichzeitig ein Stadtbezirk der 1993 gebildeten Büyükşehir belediyesi Kocaeli (Großstadtgemeinde/Metropolprovinz). Seit der Gebietsreform ab 2013 ist die Gemeinde flächen- und einwohnermäßig identisch mit dem Landkreis. 

## Geografie
Derince liegt etwa 80 Kilometer östlich des Bosporus an der nordöstlichen Küste des Marmarameeres nahe der Großstadt İzmit. Der Landkreis/Stadtbezirk grenzt im Westen an Körfez, im Osten an İzmit und Kandıra, im Norden an die Provinz Istanbul und im Süden an den Golf von İzmit.

## Verkehr
Durch die Stadt verlaufen die Autobahn O-4 (Europastraße 80) und die Nationalstraße D 100. Weiters befindet sich hier eine Station der Anatolischen Eisenbahn (Bahnstrecke Istanbul–Ankara) sowie ein Hafen für Eisenbahnfähren in Richtung Schwarzes Meer (Ukraine, Georgien).
Die Stadt verfügt über einen Seehafen der zur Verschiffung der Produktion der Hyundai Assan Otomotiv genutzt wird. Der Hafen wird betrieben durch die staatliche Eisenbahngesellschaft Türkiye Cumhuriyeti Devlet Demiryolları. Der Hafen hat eine Fläche von 1.200 Hektar. Jährlich werden 1,5 Mio. Fahrzeuge, zehn Mio. Tonnen Schüttgut und 2,5 Mio. Container umgeschlagen.

## Verwaltung
Der Landkreis wurde 1999 gegründet. Hierbei wurden sechs Dörfer aus dem zentralen Landkreis (Ilçe Merkez) der Provinzhauptstadt abgespalten. 
(Bis) Ende 2012 bestand der Landkreis neben der Kreisstadt aus sieben Dörfern (Köy), die während der Verwaltungsreform 2013/2014 in Mahalle (Stadtviertel/Ortsteile) überführt wurden. Die zehn existierenden Mahalle der Kreisstadt blieben erhalten. Durch Herabstufung der Dörfer zu Mahalle stieg deren Zahl auf 17 an. Ihnen steht ein Muhtar als oberster Beamter vor.
Ende 2020 lebten durchschnittlich 8.464 Menschen in jedem Mahalle. Die bevölkerungsreichsten davon sind: Yenikent Mah. (27.573), Çınarlı Mah. (21.357), Sırrıpaşa Mah. (19.996), Yavuz Sultan Mah. (17.146), Çenedağ Mah. (16.521) und İbnisina Mah. (15.363 Einw.).
Die im Stadtlogo manifestierte Jahreszahl (1994) ist ein Hinweis auf das Jahr der Erhebung zur Stadtgemeinde (Belediye), Nihat Ergün war der erste gewählte Bürgermeister.

## Persönlichkeiten
- Alpay Çelebi (* 1999), Fußballspieler